# Perilampus keralensis
Perilampus keralensis är en stekelart som beskrevs av Mani och Kaul 1974. Perilampus keralensis ingår i släktet Perilampus och familjen gropglanssteklar. Inga underarter finns listade i Catalogue of Life.